# Epicenter music festival

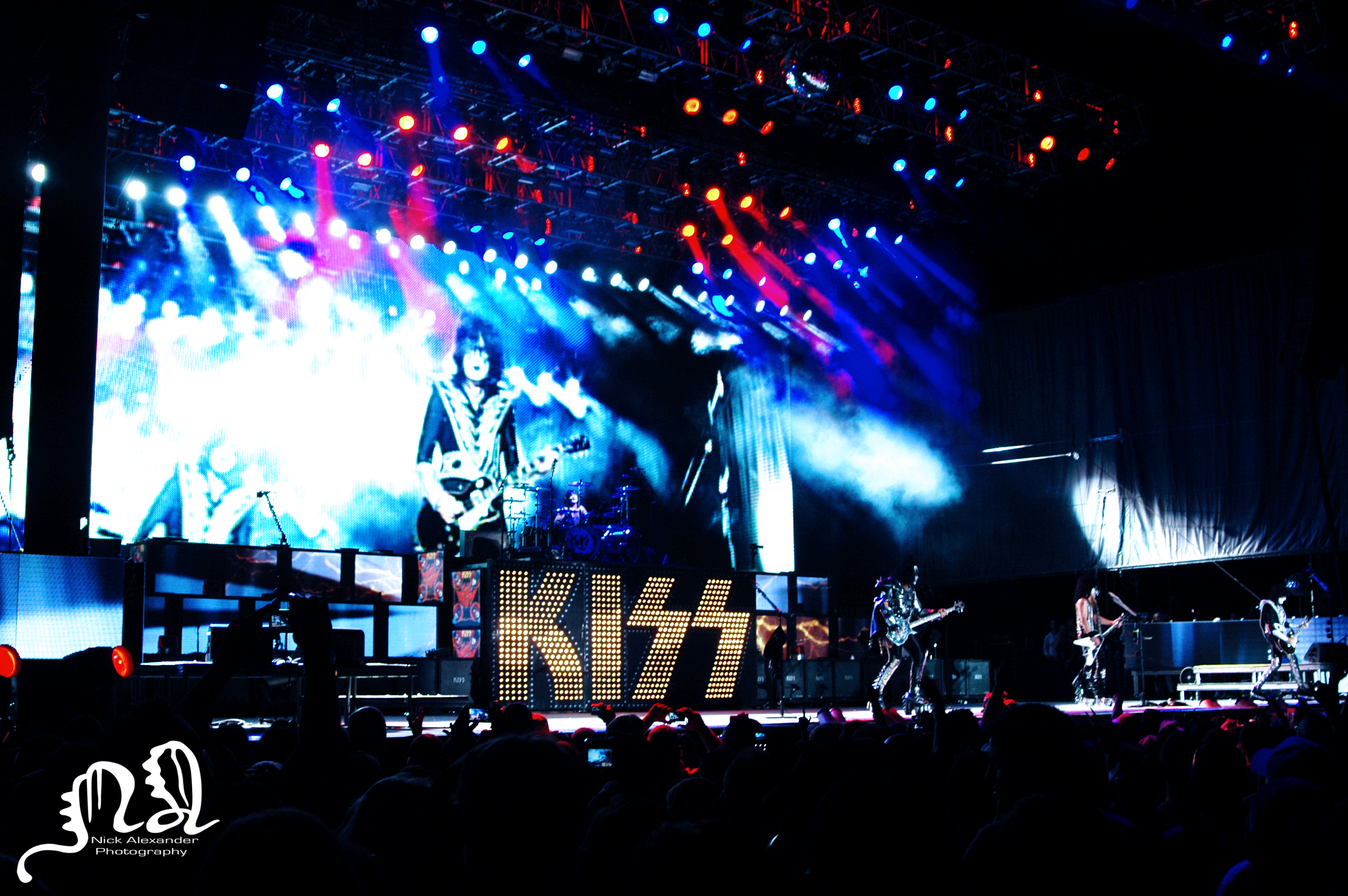
KISS se apresentando no Epicenter de 2010

O Epicenter é um festival de música anual que acontece no sul da Califórnia, apresentado pela Right Arm Entertainment.